# Palazzo Re Enzo

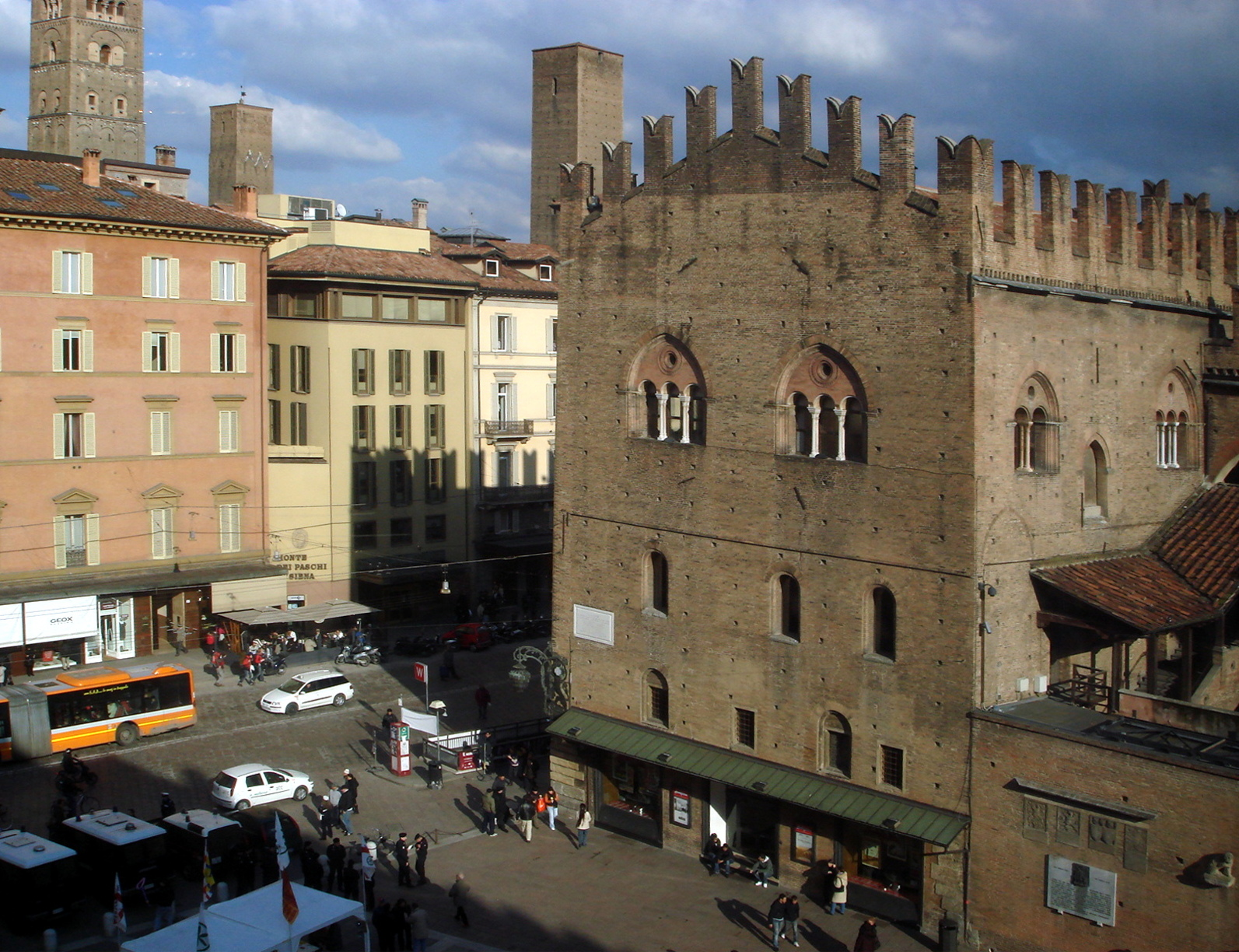
Il palazzo di Re Enzo a Bologna.

El palazzo Re Enzo es un palacio boloñés del siglo XII.
Fue construido en 1245 como una ampliación del los edificios comunales del palazzo del Podestà y por esta razón llamado Palatium Novum pero su imagen ha estado siempre asociada al rey Enzo de Cerdeña.

## El palacio
Tres años después de su construcción se convirtió en la residencia del rey Enzo, hijo del emperador Federico II Hohenstaufen, capturado durante la batalla de Fossalta en las cercanías de Módena. El rey permaneció durante algunos días en el castillo de Anzola dell'Emilia, donde todavía se puede visitar el lugar que le sirvió de prisión, pero luego fue transferido a Bolonia. Enzo permaneció allí hasta su muerte, acaecida en 1272, probablemente en las estancias preparadas para éste propósito en el tercer piso del inmueble.
En la planta baja era custodiado el carracio junto a la maquinaria de guerra. En el segundo piso estaban las oficinas del magistrado y la capilla; poco después en 1386 Antonio de Vincenzo realizó la mampostería de la Sala del Trecento que fue adaptada para funcionar como archivo comunal. El último piso fue considerablemente reestructurado en 1771 por Giovanni Giacomo Dotti.
En 1905 Alfonso Rubbiani restauró el aspecto gótico del edificio. A la derecha del palacio se encuentra la entrada a la capilla de Santa Maria dei Carcerati, donde se llevaba a los condenados a muerte.
Las fachadas externas del Palazzo Re Enzo miran hacia Piazza Nettuno, Via Rizzoli e Piazza Re Enzo y fueron sometidas a trabajos de restauración y conservación en 2003.

## La leyenda del rey Enzo
Numerosas son las leyendas divulgadas por los cronistas que cuentan la captura y el cautiverio del Rey Enzo.
Se habla, por ejemplo, de una fallida fuga del castillo de Anzola dell'Emilia antes de que el rey fuese llevado a Bolonia y luego de un rescate que su padre el emperador habría ofrecido a los boloñeses, con el cual se habría podido construir todo el anillo de murallas alrededor de la ciudad pero que los ciudadanos rechazaron.
Al parecer durante su cautiverio el rey Enzo pasaba el día junto a otros prisioneros pero durante la noche era aislado en una jaula custodiada que colgaba del techo.
El comune permitía además al rey recibir visitas femeninas: Enzo recuerda en su testamento tres hijas naturales pero la leyenda le atribuye un cuarto hijo nacido del amor por la campesina Lucia di Viadagola. Al niño le fue dado el nombre de Bentivoglio, por las palabras que el rey daba a menudo a su amada: Amore mio, ben ti voglio (Amor mío, te amo), y fue el ancestro de la famosa familia Bentivoglio.
Se cuenta también de un intento de fuga en una cesta usada para transportar el vino, pero fue aprehendido de nuevo gracias a una anciana que vio la cabellera rubia del rey.
Después de veintitrés años de prisión el rey falleció y fue sepultado en la basílica de Santo Domingo, como lo había deseado y donde aún se encuentra su tumba.